# A Cleveland-show
A Cleveland-show (eredeti cím: The Cleveland Show) amerikai televíziós rajzfilmsorozat, amely az amerikai Virginia államban a kitalált Szarfészek (angolul Stoolbend) városában játszódik. A sorozatot Seth MacFarlane 2007-ben találta ki, miközben két másik sorozatán, a Family Guy-on és az Amerikai fateren dolgozott. Amerikában a FOX televíziócsatorna kezdte sugározni 2009. szeptember 27-én. Magyarországon 2010. július 6. óta vetíti a magyar Comedy Central, de a sorozatot a TV2 Comedy is ismétli. A sorozat a korábban a Family Guy-ból megismert Cleveland Brown kiemelésével készített spin-off. A széria 2013. május 19-én véget ért, a FOX ugyanis elkaszálta, a főszereplők a Family Guy-ban szerepelnek tovább.

## A történet kezdete
Cleveland Brown, miután a bíróság kimondja válását Lorettától, Cleveland Jr. társaságában elköltözik Quahog-ból, hogy Los Angelesbe menjen. Stoolbend középiskolájában Cleveland találkozik volt szerelmével, Donna Tubbs-szal, akit feleségül vesz, és közösen folytatják életüket Juniorral és Donna két gyermekével, Robertával és Rallóval.

## Szereplők és karakterek

### Brown–Tubbs család
- Cleveland Brown (eredeti hangja: Mike Henry) Korábban Peter Griffin egyik legjobb barátja volt a Family Guy-ban. Visszaköltözött szülővárosába, ahol elvette régi szerelmét, Donna Tubbs-t és együtt nevelik saját és Donna két gyerekét. Cleveland nyugodt természetű, nehéz kihozni a sodrából. Beszéde rendszerint lassú, kimért. Az új környezetében Cleveland sokkal élénkebb és szexuális érdeklődése is erősödött.
- Donna Tubbs-Brown (eredeti hangja: Sanaa Lathan) Cleveland középiskolai szerelme. Két gyermeke van első férjétől, Roberttől: Roberta és Rallo. Jelenleg a Stoolbend középiskolában dolgozik iskolatitkárként.
- Cleveland Brown, Jr. (eredeti hangja: Kevin Michael Richardson) Cleveland 14 éves elhízott fia, aki apjával együtt költözik Virginiába. A Family Guy 2. évadában debütált, bár akkor még vékony, atletikus srác volt. Juniornak szólítják.
- Roberta Tubbs (eredeti hangja: Nia Long, majd 14. epizódtól Reagan Gomez) Donna Tubbs lánya. Tipikus tizenéves lány, Beszédes és agresszív. Általában rövid zöld felsőt, nyakláncot, felhajtott farmert, és fehér tornacipőt visel.
- Rallo Tubbs (eredeti hangja: Mike Henry) Donna Tubbs 5 éves fia. Szereti a baseballt a sült krumplit és a szuper cukrot. Általános iskolai előkészítőbe jár. Kedveli a nőket. Hasonlatos a Family Guy-ból ismert Stewie Griffin-hez.
- Robert Tubbs – Donna első férje, Roberta és Rallo vér szerinti apja.

### Medve család
- Tim, a medve (eredeti hangja: Seth MacFarlane) - Tim egy állandó szereplője a The Cleveland Show-nak. Tim a helyi kábeltelevíziós társaságnál dolgozik mint telefonos eladó. Eredetileg szláv vagy kelet-európai akcentussal beszél, magyar szinkronban gyakran használ orosz szavakat. Keresztény vallásos.
- Arianna, a medve  (eredeti hangja: Arianna Huffingta) - Arianna Tim felesége. Van egy fia Raymond.
- Raymond, a medve  (eredeti hangja: Nat Faxon)

### Krinklesac család
- Lester Krinklesac (eredeti hangja: Kevin Michael Richardson) – Cleveland és Donna szomszédja Stoolbendben. Lester tipikus redneck, azaz déli szegény amerikai fehér. Barátságban van Donnával, és később Cleveland ivócimborája lesz.
- Kendra Krystal Krinklesac (eredeti hangja: Aseem Batra) – Lester felesége. Kendra is redneck. Túlsúlyos, kettes típusú diabétesze van, nagyon magas a koleszterin szintje és egy kis robogón közlekedik.
- Ernie Krinklesac (eredeti hangja Glenn Howerton) – Lester és Kendra fia. Hamar Cleveland Jr. legjobb barátja lesz.

### Rickter család
- Holt Rickter (eredeti hangja: Jason Sudeikis, majd Dan Castellaneta a harmadik évadtól) – Holt egy 32 éves barátságos férfi.
- Mrs. Rickter (eredeti hangja: Stacy Ferguson) – Holt édesanyja, aki eddig még nem jelent meg, csak hallani lehetett.

## Magyar változat
A szinkron a Comedy Central megbízásából a Balog Mix Stúdióban készült.
Magyar szöveg: Laki Mihály
Lektor: Nékám Petra
Hangmérnök: Kis Pál
Gyártásvezető: Bogdán Anikó
Szinkronrendező: Dóczi Orsolya
Magyar hangok
- Agócs Judit – Donna
- Barabás Kiss Zoltán – Terry
- Csuha Lajos – Prof
- Forgács Gábor – Shaquille O’Neal, autós mozi tulajdonosa, Murray (2. hang), Lloyd Waterman
- Földi Tamás – Raymond
- Gyabronka József – Tim
- Kapácsy Miklós – Cleveland
- Karácsonyi Zoltán – Lester
- Kocsis Mariann – Arianna
- Kokas Piroska – Trish Barty
- Lamboni Anna – Kendra
- Molnár Ilona – Candice West, légikisasszony
- Papp János – Murray (1. hang)
- Renácz Zoltán – egyik NBA-játékos
- Scherer Péter – Rallo
- Schneider Zoltán – Robert
- Seder Gábor – Holt
- Seszták Szabolcs – Ernie
- Szokolay Ottó - Aldásító
- Tóth Enikő  – Julia Roberts
- Varga Gábor – Junior
- Závodszky Noémi – Roberta

## Epizódok
| Évad | Évad | Részek száma | Részek száma | Eredeti sugárzás     | Eredeti sugárzás | Eredeti adó | Magyar sugárzás     | Magyar sugárzás    | Magyar adó     |
| Évad | Évad | Részek száma | Részek száma | Évadbemutató         | Évadzáró         | Eredeti adó | Évadbemutató        | Évadzáró           | Magyar adó     |
| ---- | ---- | ------------ | ------------ | -------------------- | ---------------- | ----------- | ------------------- | ------------------ | -------------- |
|      | 1.   | 21           | 21           | 2009. szeptember 27. | 2010. május 23.  | FOX         | 2010. július 6.     | 2010. november 16. | Comedy Central |
|      | 2.   | 22           | 22           | 2010. szeptember 26. | 2011. május 15.  | FOX         | 2011. szeptember 6. | 2012. január 31.   | Comedy Central |
|      | 3.   | 22           | 22           | 2011. szeptember 25. | 2012. május 20.  | FOX         | 2013. január 22.    | 2013. június 18.   | Comedy Central |
|      | 4.   | 23           | 23           | 2012. október 7.     | 2013. május 19.  | FOX         | 2013. december 3.   | 2014. május 13.    | Comedy Central |